# سعيد بن جودي
الأمير أَبُو عُثْمَان سَعيد بن سُلَيْمَان بن جُودي الإِلبِيرِيّ السَّعْدِيّ (٢٣٨ - ٢٨٤ هـ / ٨٥٢ - ٨٩٧ م) أمير و زعيم هوازن، صاحب سوار بن حمدون ترأس العرب بعده وهو عدو ابن حصفون وكان مثل صديقه سوار بطلاً شجاعاً وفارساً مجرباً، وشاعراً أديباً، وخطيباً مفوهاً، قد تفقه مع فروسيته وأمر العرب بعدها حتى قُتل

## نسبه ووصفه
- هو: أبو عثمان سعيد بن سليمان بن جودي بن أسباط بن إدريس[4] بن جعفر بن سليمان بن أيوب بن سعد بن بكر بن عفان من سعد بن بكر بن هوازن بن منصور بن عكرمة بن خصفة بن قيس عيلان بن مضر بن نزار بن معد بن عدنان[5]

أما وصفه فذكر ابن الأبار: كانَ مَعَ رئاسته وشجاعته شَاعِرًا مفلقا وخطيباً مصقعاً فصيح اللِّسَان ربيط الْجنان جميل الشارة حسن الْإِشَارَة ثَبت الْأَصَالَة وَاسع الْأَدَب والمعرفة يضْرب فِي صَنْعَة الشّعْر بسهمة وافرة ويتصرف من سبله بِكُل منيعة ويوصف بأنه كان متعدد جوانب الثقافة، تغنى في غزلياته بمحبوباته الكثيرات

## حكمه
ذلت العرب بعد موت سوار بن حمدون فنصبت العرب الأمارة لسعيد فكان فالتفت حوله القبائل، واشتدت وطأته على المولدين وزعيمهم ابن حفصون وهزمه مراراً وهابه ابن حفصون هيبة لم يهبها أحد ممن مارسه إذا لم يلقه قط إلا علاهُ وهزمة وَلَقَد دَعَاهُ فِي بعض أيمامهم إِلَى المبارزة فَلم يجبهُ ابْن حفصون إِلَيْهَا وحاد عَنهُ وواجهه يَوْمًا فَألْقى عَلَيْهِ ذراعه وأجتذبه إِلَى الأَرْض فَمَا نجاه مِنْهُ إِلَّا أَصْحَابه الَّذين انقضوا على سعيد فتنقذوا عمر من يَده وَله زرقة بعيدَة المدى إِلَى بعض القناطر المعتلية مَشْهُورَة النِّسْبَة إِلَيْهِ لم يقدر أحد بعده مِمَّن يتعاطى الشدَّة يبلغ إِلَيْهَا ذكره. ولما رأى الأمير عبد الله غلبة العرب على كورة إلبيرة، أقر سعيداً على ولايتها فحكمها باسم الأمير، وقد كان من رؤساء العرب المعدودين في إلبيرة، خطب بين يدي الخليفة المنذر وعليه قباء وخز، وقد تنكب قوسا عربية، والكنانة بين يديه خطب خطبة بليغة، وصلها بشعر حسين ولم يزال اللواء يتردد عليه في العز والمقام ويخطب في أعلى المنبر في المسجد الجامع بإلبيرة، وهم بالقيام على بني أمية عندما اشتدت شكيمته. وكانت بينه وبين محمد بن أضحى الهمداني أيام الفتنه وعداوه شديدة أوجبت ابن اضحى الهرب عنه بنفسه إلى غير مكان وسعيد يجد في طلبه ويبذل المال ليجده

## وفاته
توفي سنة 284 هـ، قُتل غدراً بعد أمره للعرب لسبع سنين، وقتل بسبب امرأه تمت عليه الحيلة لأجلها بدار يهودية في غرناطة ويقال إنه قتل بتدبير الأمير عبد الله، وكان من أهم أسباب قتله أبيات من الشعر قالها في ذم بني أمية وقيل انها نسبت له كذبا حتى يتم قتله وما جاء فيها:
يا بني مروان جدوا في الهرب نجم الثائر من وادي القصب
يا بني مروان خلوا ملكنا إنما الملك لأبناء العرب
توفي سعيد بغرناطة فيؤبّنه مقدّم بن معافي القبري مبتكر الموشحات بقوله:
فقيل له: أترثيه وقد ضربك؟ فقال: والله إن نفعني حتى بذنوبه، ولقد نهاني ذلك الأدب عن مضار جمة كنت أقع فيها على رأسي، أفلا أرعى له ذلك والله ما ضربني إلا وأنا ظالم له، أفأبقى على ظلمي له بعد موته.

## وصلات خارجية
- سعيد بن جودي - بوابة الشعراء